# آندرانووندرونینا
آندرانووندرونینا (به لاتین: Andranovondronina) یک منطقهٔ مسکونی در ماداگاسکار است که در آنتسینانا دوم واقع شده‌است. آندرانووندرونینا ۲٬۳۷۲ نفر جمعیت دارد و ۶۲ متر بالاتر از سطح دریا واقع شده‌است.